# Dosseret (espeleotema)

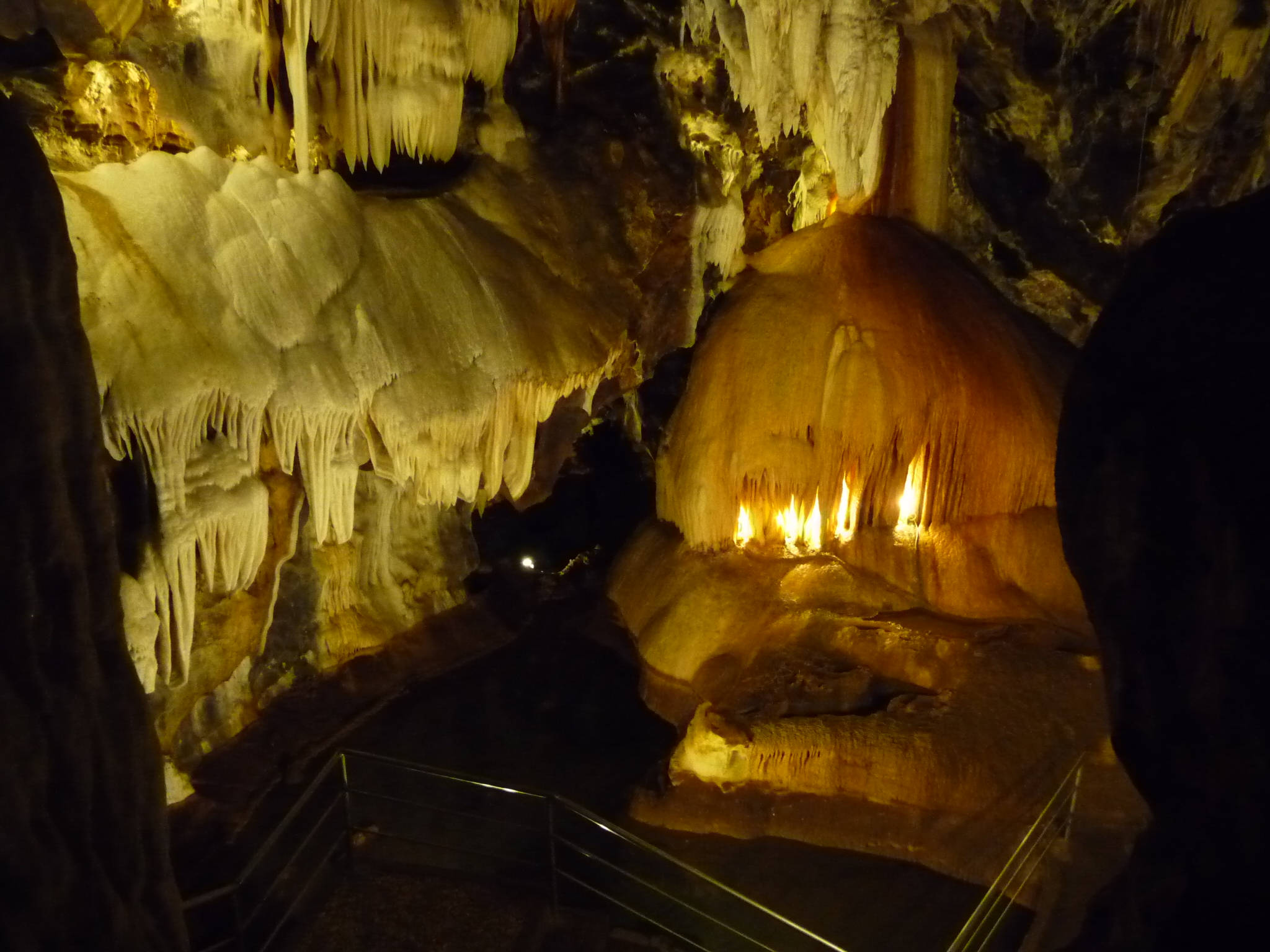
A la dreta un dosseret de campana i a l'esquerra un dosseret baldaquí, a la cova de Las Maravillas, Aracena, Huelva

Un dosseret és un espeleotema classificat com un subtipus de colada. El nom prové del fet que la seva forma recorda la dels dosserets, uns motius ornamentals en forma de volta, emprats en arquitectura ogival, situats horitzontalment damunt una estàtua adossada a la paret. Sobresurten de la paret d'una cova o per damunt d'un altre espeleotema com ara una columna o una estalagmita. Se n'han descrit tres varietats:
- Dosseret de campana: té forma de campana i es troba habitualment damunt d'una estalagmita, resultant un conjunt amb aspecte de bolet. Es forma per la variació del flux de l'aigua. Quan el flux és baix els dipòsits es formen a la part superior, mentre que per a fluxos alts el dipòsit es forma a la base de la campana.[2]
- Dosseret baldaquí: és un dosseret que recorda un baldaquí, un dosser de tela preciosa o de marbre, de fusta, de metall, etc., sostingut per columnes, suspès al sostre o sortint de la paret, que cobreix un altar, una imatge o un altre objecte religiós.[3] Es formen on la superfície d'una piscina d'una cova ha retrocedit per sota d'una estalagmita o d'una colada. Abans de la baixada de la piscina, la calcita es diposita a la part inferior de la pedra. En aquestes condicions, els dipòsits tendeixen a créixer més ràpidament prop de la superfície de l'aigua, on la difusió de la solució sobresaturada entrant dins de la piscina és menor i la difusió de diòxid de carboni en l'aire que recobreix és més gran. El resultat és un ventre sortint de calcita, que té la seva circumferència més ampla a la superfície de la piscina.[4]
- Dosseret clàstic o fals sòl: és un romanent d'una colada que es formà damunt d'un substrat de sediments blans que, posteriorment, s'han rentat, quedant la colada penjada per damunt del sòl.